# Ґоліят (роман)
«Ґоліят» (англ. «Goliath») — науково-фантастичний роман нігерійсько-американського письменника Точі Оньєбучі 2022 року. Перший науково-фантастичний роман митця для дорослих, що був опублікований 25 січня 2022 року у видавництві Tor Books.

## Тло
В інтерв'ю NPR Оньєбучі заявив, що більшість космічних фільмів на телебаченні здебільшого про білих людей, які на космічному кораблі тераформують Марс, і що у нього виникла ідея роману, коли він подумав про те, що сталося з усіма темношкірими людьми, які ніколи не були зображені на екрані. Він також зазначив, що на написання роману його надихнули такі аніме, як «Крило Ґундама» та «Привид у латах».

## Оцінки
Книга отримала загалом позитивні відгуки як від рецензентів, так і від читачів. Вона була обрана редакцією New York Times і стала однією з найочікуваніших книг 2022 року. Її рекомендували низка видань, серед яких USA Today, Bustle, Buzzfeed та Polygon.
У рецензії газети New York Times зазначається, що книга має «геніальну передумову», в іншій рецензії Publishers Weekly роман названо «чудовим твором». Бет Мобрей у рецензії для The Nerd Daily високо оцінила роман, зазначивши, що «Оньєбучі створює альтернативне майбутнє, яке, безумовно, відображає проблеми нашого часу».

## Видання
- Onyebuchi, Tochi. Goliath. — Tordotcom Publishing, 2022. — 336p с. — ISBN 978-1-250-78295-3.